# 1408
 Тази статия е за годината.  За разказа на Стивън Кинг вижте 1408 (разказ).  За филма от 2007 година вижте 1408 (филм).

## Родени
- Давид Велики Комнин – император на Трапезундската империя